# بلير هينكلي
بلير هينكلي (بالإنجليزية: Blair Hinkle)‏ هو لاعب بوكر أمريكي، ولد في 1986.